# Fitoterapia
Fitoterapia ist eine wissenschaftliche Fachzeitschrift, die vom Elsevier-Verlag veröffentlicht wird. Die Zeitschrift erscheint mit acht Ausgaben im Jahr. Es werden Arbeiten veröffentlicht, die sich mit Heilpflanzen und Pilzen und deren bioaktiven Inhaltsstoffen beschäftigen.
Der Impact Factor lag im Jahr 2014 bei 2,345. Nach der Statistik des ISI Web of Knowledge wird das Journal mit diesem Impact Factor in der Kategorie Pharmakologie und Pharmazie an 130. Stelle von 254 Zeitschriften und in der Kategorie medizinische Chemie an 31. Stelle von 59 Zeitschriften geführt.